# گوردون جی. گلپ
گوردِن جی. گَلِپ (انگلیسی: Gordon G. Gallup؛ زادهٔ ۱ ژانویهٔ ۱۹۴۱) یک روان‌شناس در گروه روان‌شناسیِ دانشگاه ایالتی نیویورک در آلبانی و پژوهشگر حوزهٔ علوم اعصاب رفتاری است. وی درجهٔ پی‌اچ‌دی خود را از دانشگاه ایالتی واشینگتن در ۱۹۶۸ میلادی دریافت کرد و پس از آن به هیئت علمی گروه روان‌شناسی دانشگاه تولین پیوست.
گوردون گلپ بیش‌از همه برای توسعه آزمون آینه، که آزمون خودشناسی آینه نیز نامیده می‌شود؛ شناخته شده است. این آزمون معیاری جهت سنجش میزان خویشتن‌آگاهی در حیوانات می‌باشد. در سال ۱۹۷۵ میلادی، وی به دانشگاه ایالتی نیویورک در آلبانی منتقل شد.
از دههٔ ۱۹۹۰ میلادی، تحقیقات وی در زمینهٔ روان‌شناسی تکاملی انسان متمرکز شد.